# 록클리피 펠로우스

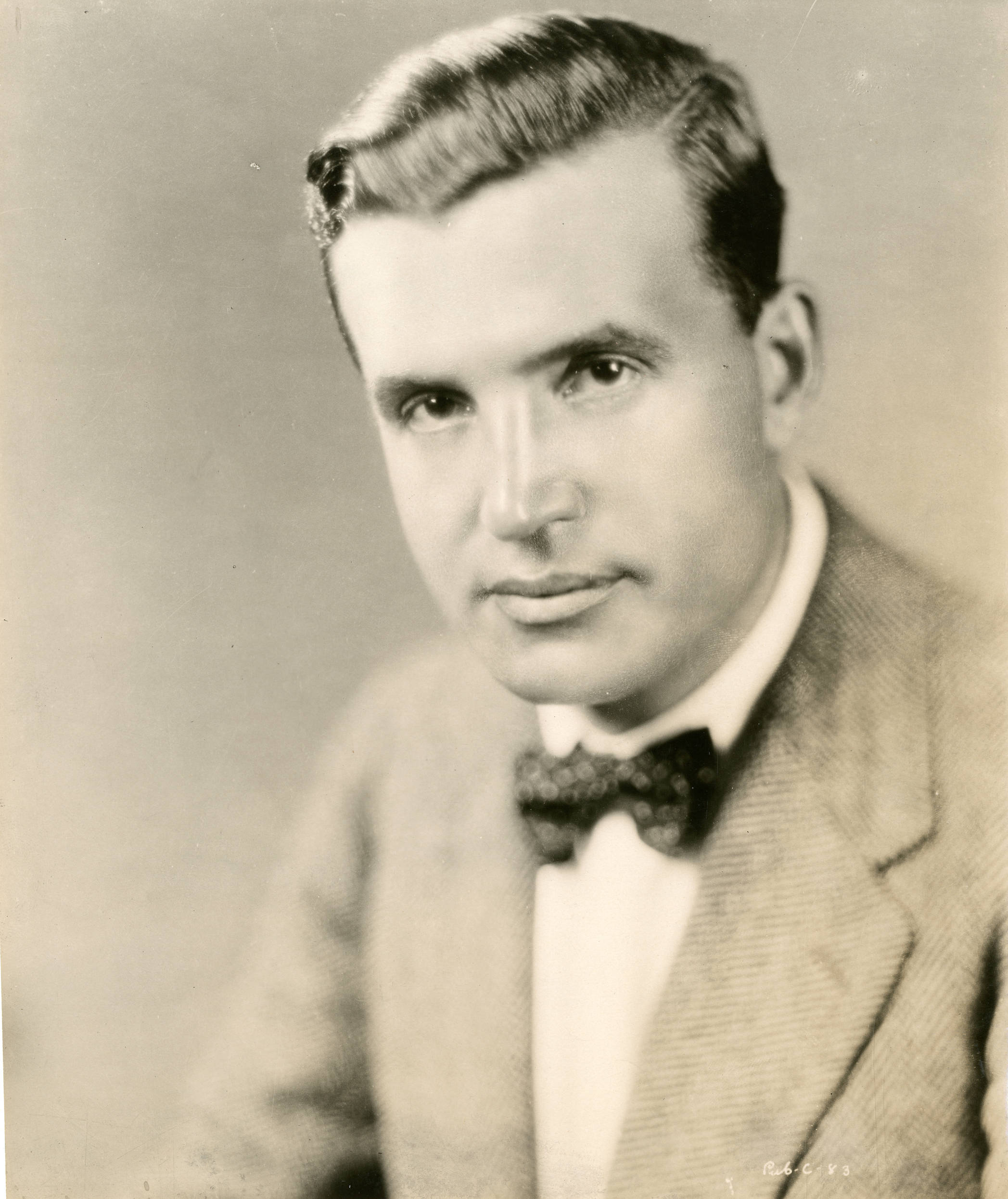

록클리피 펠로우스(Rockliffe Fellowes, 1883년 3월 17일 ~ 1950년 1월 28일)는 캐나다의 영화배우, 배우이다.
오타와에서 태어났으며 로스앤젤레스에서 사망하였다. 사인은 심근 경색이다.

## 영화
- 팬텀 브로드캐스트 (1933년)
- 몽키 비지니스 (1931년)
- 더 로드 투 글로리 (1926년)
- 더 시그널 타워 (1924년)